# انسان‌شناسی کنونی (مجله)
انسان‌شناسی کنونی (انگلیسی: Current Anthropology)، یک مجله دانشگاهی انسان‌شناسی با داوری همتا است که توسط انتشارات دانشگاه شیکاگو برای بنیاد تحقیقات انسان‌شناسی اکسل ونر-گرن منتشر شده است.